# موسی موسوی اصفهانی
دکتر موسی موسوی اصفهانی (۱۹۹۷–۱۹۳۰م) روحانی و دکتر فلسفه از دانشگاه سوربن فرانسه متولد نجف و نوه آقا سید ابوالحسن اصفهانی بود. وی استاد دانشگاه تهران و بغداد و طرابس و دانشگاه هاله آلمان و دوبار نماینده مجلس شورای ملی بود. از اقدامات او گفته شده است: قرائت کننده درسهای ولایت فقیه در بخش فارسی رادیو بغداد در سال ۱۳۴۹ روابط حسنه با شاه، اعلام جمهوریت در ایران از رادیو قاهره! دوست مورد اعتماد مصطفی خمینی، ترور شده توسط ساواک، گره‌گشایی مشکلات روحانیون نجف، همکاری در ماهنامه نهضت روحانیت، شفاعت کننده برای دفن مصطفی خمینی در حرم علوی

## زندگی
در سال ۱۹۵۲ از عراق به تهران رفت، در سال ۱۹۵۵ دانشگاه تهران پس از بررسی مدرک حوزه به او دکترای معادل در حقوق اسلامی داد. در سال ۱۹۵۶ به فرانسه رفت و از دانشگاه ادبیات سوربن فوق لیسانس ادب و زبان فرانسه گرفت. در سال ۱۹۵۹ دکترا در فلسفه گرفت. به تهران برگشت و در دانشکده تجارت اقتصاد اسلامی درس می‌داد. در سال ۱۹۶۱ تا ۶۲، ۶۴ دوبار به نمایندگی مجلس از اصفهان انتخاب شد. در سال ۱۹۶۴ ایران را ترک کرد و به قاهره رفت و با عبدالناصر دربارهٔ تشکیل یک حکومت یا یک هیئت مرکزی ایران آزاد در قاهره مذاکره کرد و به ادعای خودش این همان حزب جمهوری اسلامی بود که بعدها فعال شد و بروشورهایی که در آن وقت تنظیم و چاپ کرده هستند.
در ۱۹۶۵ به عراق رفت و بعد از چند ماهی آیت الله خمینی به عراق تبعید شد و تا سال ۱۹۶۸ دو سال از رادیوی بغداد تحت عنوان «جمهوری‌خواهان ایرانی چه می‌خواهند و چه می‌گویند» سخنرانی می‌کرد و در حدود پنجاه سخنرانی در اطراف این موضوع من در سال‌های ۶۹ و ۷۰ و ۷۱ از رادیو بغداد داشت. روزنامه‌ای را در عراق به عنوان روزنامه «نهضت روحانیت» منتشر می‌کرد. از سال ۱۹۶۸ در دانشگاه بصره مشغول تدریس شد که پس از یکی دو ماه ساواک وی را ترور کرد که یک گلوله به پشت او خورد، یک گلوله به دست او خورد و یک استاد دانشگه بصره بنام عبدالرزاق مسلم نیز در آن حادثه کشته شد. به ادعای او، عوامل ترور با یک فولکس به داخل کنسولگری ایران در بصره رفتند و روز بعد مردم به محل آن جا حمله کردند و شیشه‌هایش را در اعتراض به ترور شکستند. سپس به دانشگاه بغداد منتقل شد و تا سال ۱۹۷۹ که به ریاست مجلس High Islamic Council of America در لوس آنجلس انتخاب شد در آنجا بود. در این مدت تقریباً همیشه در بغداد در دانشکده ادبیات و section of philosophy قسمت فلسفه مشغول تدریس فلسفه بود.
بعد از انقلاب او نامزد ریاست جمهوری و سپس نمایندگی اصفهان در مجلس شورای اسلامی شد. و در هر دو نوبت به دلیل سابقه نمایندگی قبل از انقلاب رد صلاحیت شد. مصطفی خمینی به او لقب «نابغهٔ شیطان صفت» داده بود. به همراه خانواده خود آمریکا مهاجرت کرد و کتاب انقلاب محنت بار را در رد انقلاب ایران نوشت.

## جدول زمانی زندگی او
```
 تحصیلات خود را در دانشگاه تهران ادامه داد و در سال ۱۳۳۴ موفق به اخذ درجه دکتری حقوق اسلامی شد.
```

```
 در دانشگاه سوربن تحصیل کرد و دومین دکترای خود را در سال ۱۳۳ ۸دریافت کرد.
```

```
 استاد اقتصاد اسلامی دانشگاه تهران ۱۳۳۹ تا ۱۳۴۲
```

```
  منتخب نماینده اصفهان در مجلس شورای ملی از ۱۳۳۹ تا ۱۳۴۲
```

```
 برخی از عوامل ساواک بصره در سال ۱۳۴۷ به جان وی سوقصد کردند
```

```
 مدرس 
فلسفه اسلامی
 در دانشگاه بغداد ۱۳۴۷–۱۳۵۷
```

```
 استاد مدعو 
دانشگاه هال
 (GDR) آلمان و دانشگاه طرابلس لیبی ۱۳۵۲–۱۳۵۳
```

```
 در سال ۱۹۷۵ تا ۱۹۷۸ به عنوان دانشیار در دانشگاه هاروارد و در سال ۱۹۷۸ مدرس دانشگاه کالیفرنیا، لس آنجلس شد.
```

```
 دکتر موسی الموسوی پس از انقلاب اسلامی ایران در سال ۱۹۸۰ در انتخابات ریاست جمهوری شرکت کرد.
```

```
 رئیس شورای عالی اسلامی قاره آمریکا از سال ۱۹۸۱ و بنیانگذار حقوق بشر برای کشورهای اسلامی از سال ۱۹۹۲ تا ۱۹۹۷م.
```

## تفکرات
او نمونه منحصر به فرد از متفکران ایرانی محسوب می‌شود. با اینکه ملیت ایرانی داشت، از انتقاد به گرایش پوپولیستی تشیع صفوی، به شکلی رادیکال تر از اکثر نویسندگان عرب که به این موضوع می‌پرداختند، دست برنداشت. او مکانیسم اختلاط استبداد ایرانی و اسلام را که منجر به تولید شیعه صفوی شد را بخوبی نشان داد. او را یکی از معدود کسانی می‌دانند که توانست از برخورد احساسی با آموزه‌های دینی خلاص شود. او با تمام قوا به دنبال جمع‌آوری صفوف به سوی وحدت بود و در اینراه ازآنچه «تعصب شیعی» می‌خواند انتقاد می‌کرد و خواستار نزدیکی بین «تشیع علوی» و «اهل سنت» بود.

## پاره ای از بیانات او
آزادی فردی داروی بیهوشی برای نادیده گرفتن آزادی اجتماعی است که مهم‌تر است.
دینی که قبل از مرگ به درد انسان نخورد بعد از مرگ هم به درد او نمی‌خورد.
دشمن مسلح و کینه‌توز خطرناکتر و مضرتر از پیروان متعصب، فداکار اما بی منطق نیست.
زنی که یک سال از ازدواجش بگذرد و همچنان از جهیزیه و مهریه و جواهرات و مراسم عروسی حرف می‌زند هنوز برده به معنای کامل کلمه است.
استحمار طلسم ذهن است و او را از معارف انسانی و اجتماعی و مشاغل حق یا ناحق، مقدس یا نامقدس دور می‌کند.
اگر می‌خواهید علیه دیکتاتوری قیام کنید و تسلیم بی عدالتی نشوید، تنها کاری که باید انجام دهید این است که بخوانید، بخوانید و بخوانید.
اگر نمی‌توانید بی عدالتی را از بین ببرید، حداقل آن را به همه بگویید.
اگر در مقابل ظلم بایستی، به تو اهانت می‌کنند، خیانت می‌کنند، به تو بی‌اعتماد می‌شوند، اما هرگز در برابر ظلم سکوت نکن برای اینکه به تو بگویند اهل صلح و صفا هستی.

## مرگ
در سال ۱۹۹۷ میلادی درگذشت. از سرنوشت فرزندانش در آمریکا اطلاعی در دست نیست.

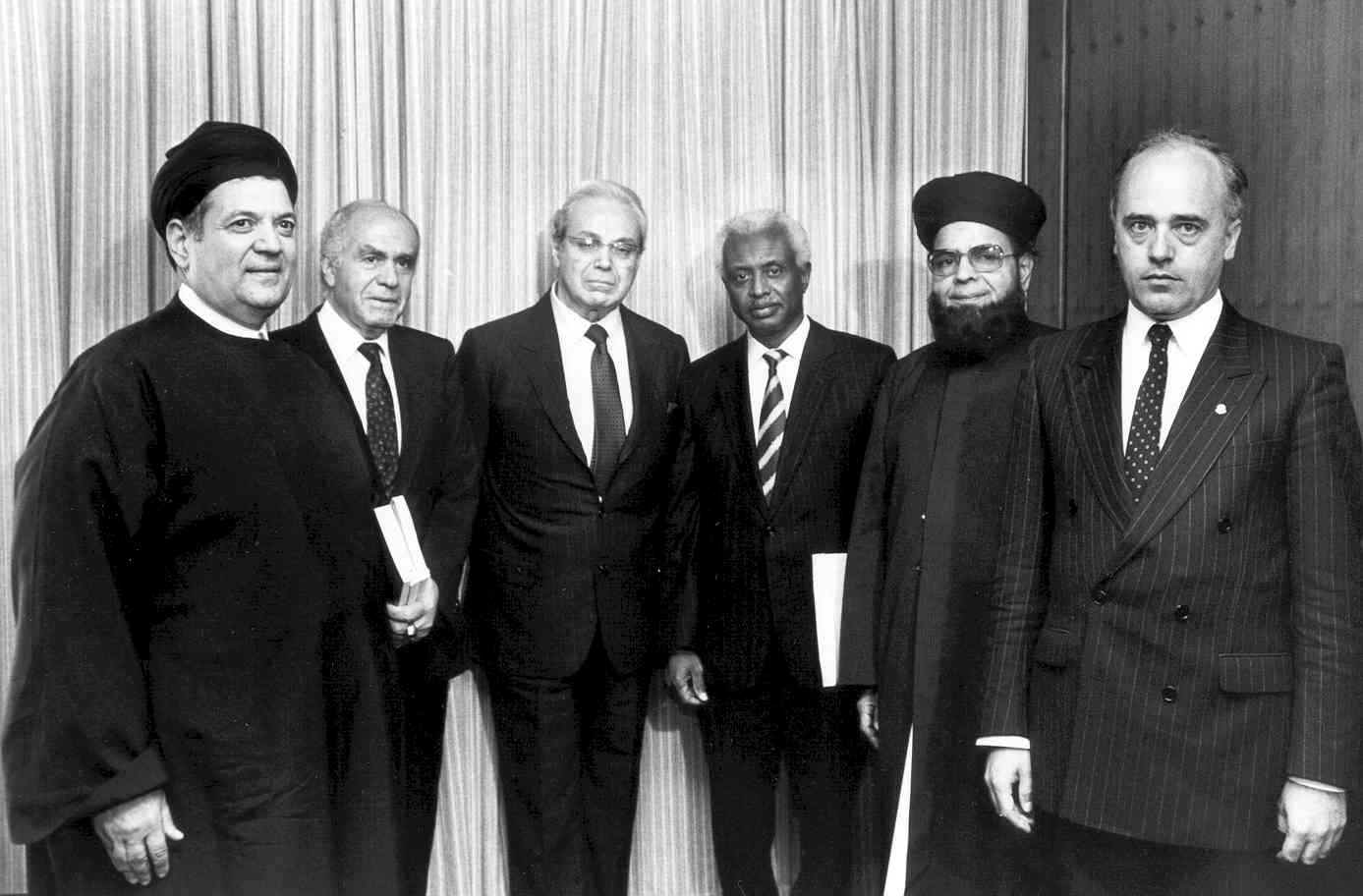
خاویر پرز دکوئیار بهمراه گروه صلح جنگ ایران و عراق در ۲۶ خرداد ۱۳۶۷ ۱۶ ژوئن ۱۹۸۸ پس از قبول قطعنامه. موسی موسوی نفر اول سمت چپ با لباس روحانی دیده می‌شود.

## آثار
- از الکندی تا ابن رشد- موسوی در این اثر، تاریخ فلسفه را از ابتدای پیدایش آن روشن می‌کند. موضوعاتی که در بطن فلسفه قرار دارند یعنی منطق، اخلاق پوزیتیویستی، فلسفه زیبایی، سیاست و متافیزیک. نویسنده تعاریف متعدد از فلسفه را بر یک امر متفق می‌داند و ان نتیجه عملی آن است. به برکت فلسفه، انسان دارای حکمت است که بدون آن همه ارزش‌های انسانی فرو می‌ریزد و تفاوت بین خیر و شر، خوشبختی و بدبختی از بین می‌رود. افلاطون بر این اساس جمهوری خود را تأسیس کرد و فارابی نیز به همین منظور در تأسیس مدینه فاضله تلاش کرد و شرایطی که کنفوسیوس در تعریف ارباب عالی شهر مقرر کرد نیز از همین الهام گرفته است… جای تعجب نیست که فرانسیس بیکن با اصرار بر لزوم انتخاب حاکمانی از میان فیلسوفان برای خوشبختی بشر اصرار دارد. مطالب کتاب: «کلام و معتزله - عقاید معتزله»، «خلاصه الکندی از آراء او»، «جالینوس -رازی عرب - منتخب متون»، «فارابی - کتاب جمع آراء عقلا و کتاب اهل مدینه فاضله» - منتخب متون اخوان الصفا، ابن سینا و سینونیه، حیات سیاسی و فرهنگی در عصر غزالی و کتاب منجی از ضلالت، «ابن باجه فیلسوف ساراگوزا - تدریب المتوحد»، «ابن طفیل - حی بن یقطان یا اسرار فلسفه اشراق - خلاصه ای از او، «ابن رشد» فلسفه رشدیه و اهمیت تاریخی آن - و متون فلسفی دیگر. این اثر در عراق و لیبی و اردن به عنوان کتاب دانشگاهی دانشگاه ادبیات فلسفه تدریس می‌شد.
- سهروردی تا شیرازی
- قواعد فلسفی
- فلاسفه اروپا
- ملاصدرا شیرازی و آراء فلسفی او
- توطئه گران علیه شیعه از معاویه تا فقها
- ایران در ربع قرن
- انقلاب محنت بار-در ۱۵ فصل قصه انقلاب ایران را از قبل از سقوط شاه تا جنگ ایران و عراق و دوران خمینی بیان می‌کند. پیروزی انقلاب و بی عدالتیهای اوائل آن و جنگی که کوچک‌ترین توجیهی برای آن وجود نداشت جز مصلحت دشمن، گروگان‌گیری سفارت آمریکا، دادگاه‌های انقلاب، ولایت فقیه، روابط اسرائیل و ایران و تناقض آن با ادعای نماینده اسلام بودن، انتقاد از خمینی…
- جمهوری دوم
- شیعه و تصحیح - وی در این اثر، با استناد به کتب حدیثی، تفسیری و رجالیِ شیعه، نشان می‌دهد که برخلاف ادعای علمای شیعه، اعتقاد اصلی تشیع با اعتقادات امروزی تفاوت بسیار فاحشی داشته است. وی در آغاز، چگونگی تشکیل گروه پیروان و دوستداران امام علی را شرح داده و عواملی را که باعث ایجاد انحراف در فکر شیعه شد، نام می‌برد. در ادامه، رایج‌ترین و مهم‌ترین انحرافات فکری شیعه را برشمرده و علت نادرستی اعتقادات زیر را شرح می‌دهد و برای تصحیح هرکدام پیشنهاداتی ارائه می‌کند. مواردی مثل: خمس، ولایت فقیه، تقیه، امام زمان، غلو، زیارت قبور ائمه، عزاداری در روز عاشورا، ازدواج موقت، سجده بر مهر و تربت حسینی، تحریف قرآن، جمع دو نماز و تصحیح بین قبول و رد.[۵]
- ای شیعیان جهان بیدار شوید - اثری انتقادی است که به آسیب‌شناسی اعتقادی و اجتماعی اندیشه تشیع اختصاص دارد. هدف نویسنده از تألیف این اثر، بیدارکردن شیعیان مقلد و گوش به فرمانِ مراجع و بیان حقایق تاریخی و دعوت آنان به بازاندیشی در باورهای مذهبیشان می‌باشد. وی کتاب را با بیان علت وجوب تقلید در اندیشه فقهی شیعه آغاز می‌کند و سپس به دلایل اجتماعی، مذهبی و اقتصادی‌ای اشاره می‌کند که علمای شیعه به خاطر آنها مردم جامعه خود را به تقلید تشویق می‌کنند. وی رهبری شیعه در ایران را دارای مشی ریاکارانه و مُزورانه‌ای می‌داند که در برخورد با شیعیان نگرش قومیتی داشته و بین آنان تبعیض فراوانی قائل می‌شود و بدین منظور، نمونه‌هایی چند از این برخورد را در بخش بعدی کتاب ذکر می‌کند. رویکرد نیروهای استعماری به شیعیان و علت پیشتیبانی آنان از تشیع، جهت‌گیری سیاسی دولت‌های سنی منطقه در قبال حکومت ایران، علت عدم موفقیت جبهة شیعه مخالف نظام در سرنگونی جمهوری اسلامی و معرفی «تصحیح» به عنوان راهی برای پیروزی براندیشه دینی و سیاسی شیعه غالی، از جمله دیگر مباحث کتاب است.[۶]